# Den røde røver
Den røde røver er en dokumentar-/propagandafilm fra 1958 instrueret af Knud Leif Thomsen.

## Handling
En skildring af hvad rust er, hvilken skade den gør og hvordan man bekæmper den.